# Vipera berus barani
Vipera berus barani – podgatunek żmii zygzakowatej – jadowitego węża z rodziny żmijowatych (Viperidae). Przez długi czas znany był z jednego opisanego osobnika. Był też mylony z Vipera pontica. Występuje na północ od tureckiego miasta Adapazarı nad Morzem Czarnym. Część autorów klasyfikuje ten takson jako odrębny gatunek.

## Opis
Pierwotnie znaleziony egzemplarz miał długość 54 cm. Barwa była całkowicie czarna, przy czym w okolicach pancerza wargi górnej dały się zauważyć białe plamy. Głowa węża odgraniczona wyraźnie od reszty ciała. Oczy mają pionowo wcięte źrenice. W porównaniu z innymi gatunkami głowa jest bardziej kanciasta.